# Tata Dindin
Tata Dindin (* 1965 als Ebraima Jobarteh in Brikama, Gambia; † 21. August 2021 ebenda) war ein Musiker aus Gambia. Er spielte das westafrikanische Instrument Kora, eine 21-saitige Stegharfe. „Tata Dindin“ kommt aus der Sprache der Mandinka und bedeutet: Junger Mann (Dindin), der gegangen (tata) bzw. selbstständig geworden ist.

## Leben
Als ältester Sohn von Malamini Jobarteh und Bruder des Pa Bobo lernte er im Alter von sechs Jahren die Kora zu spielen. Später nahm er Unterricht bei dem Meister Alhaji Bai Konte und Stiefvater Malaminis. Dort lebte er mit Kontes Söhnen Dembo und Bakaba zusammen und lernte die Tradition der Jali (Griot). Neben der traditionellen Spielweise interessierte sich Dindin auch für moderne Formen der Musik. Bei Jaliba Kuyateh, einem Erneuerer der gambischen Musik, lernte er komponieren, arrangieren und texten. Zusammen mit seiner Salam-Band gab er täglich bis zu drei Konzerte. Sein elektrisch verstärktes Kora-Spiel und seine akrobatischen Einlagen erinnerten an Jimi Hendrix. So spielte er beispielsweise die Kora auf dem Rücken oder mit den Zähnen.
1992 kam er erstmals nach Deutschland, auf Einladung des Harfenisten und Weltmusikers Rüdiger Oppermann. Er gastierte mehrmals bei den Internationalen Harfenfestivals sowie bei den KlangWelten-Weltmusikfestivals 2000, 2007 und 2011. Im Schweizer Tanztheater Rigolo arbeitete er im Rahmen des Projekts Same sun same moon same water bei 189 Aufführungen 2004/05 mit (Musik: Rüdiger Oppermann). Dindin hatte 1999 mit dem deutschen Pianisten Hans Lüdemann eine vom Goethe-Institut geförderte Tour durch Afrika und trat danach regelmäßig mit ihm im Duo auf. 2006 und 2007 war er in André Hellers Zirkus-Spektakel „Afrika, Afrika“ zu erleben. Sein Duo mit Rüdiger Oppermann verband erstmals Kora- und Harfenmusik.

## Diskografie
- 1995 – Salam
- 2001 – Piano Meets Kora
- 2005 – Kano, Kora Meets Piano
- 2008 – Kanaké

Beteiligungen:
- 2000 – Klangwelten
- 2005 – Same Sun Same Moon Same Water (Tanztheater Rigolo)
- 2006 – KlangWelten – Dialog der Kulturen (Hörbuch)